# Hygiea-asteroid

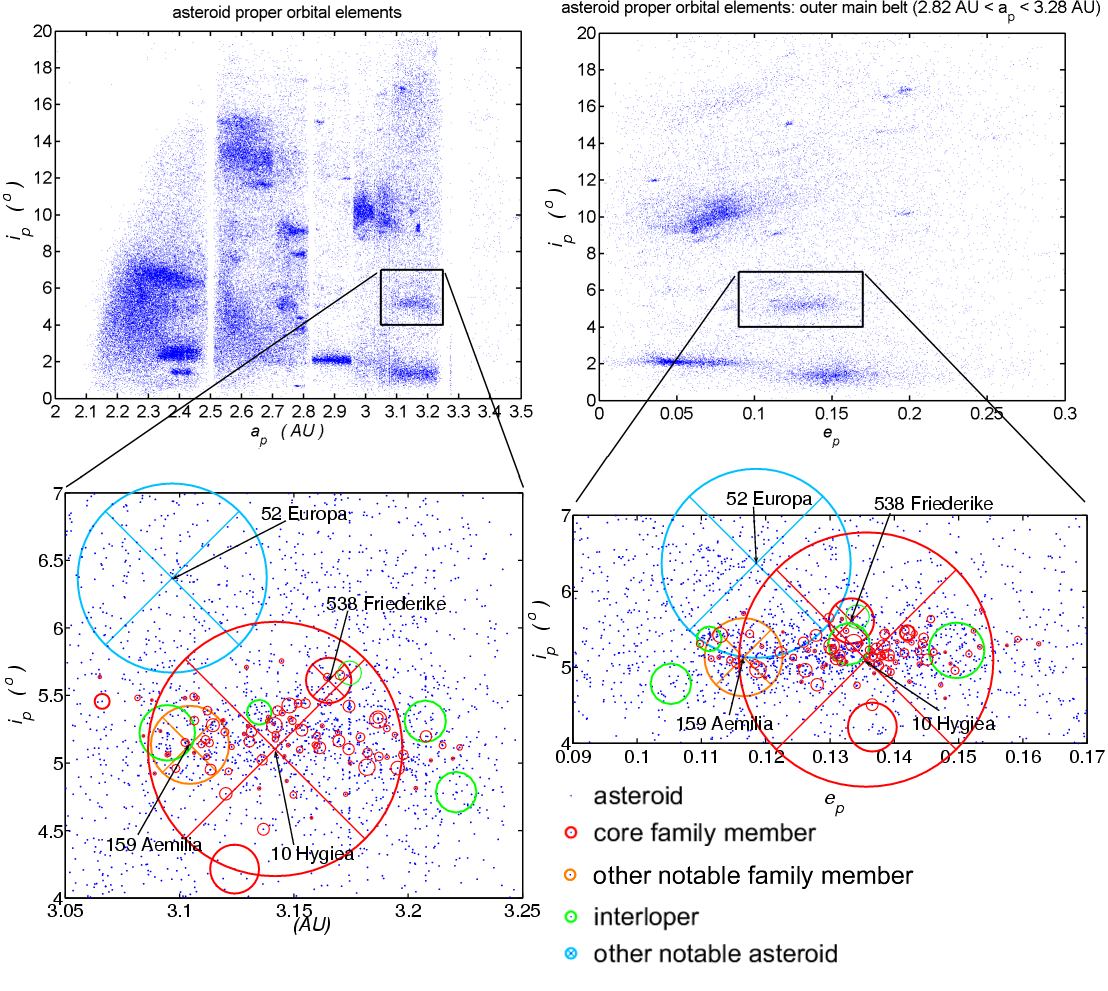
Lokalisering och struktur av Hygiea-familjen.

Hygiea-asteroiderna, eller Hygiea-familjen, är en grupp asteroider i de ytre delarna av asteroidbältet. Ungefär 1% av alla kända asteroider tillhör gruppen.
Gemensamt för asteroider i gruppen är att de har en omloppsbana runt solen med en halv storaxel på mellan 3,06 och 3,24 AU och en excentricitet mellan 0,088 och 0,191 AU.
Familjen har fått namn efter medlemmen 10 Hygiea.